# Meitantei Conan: Hiiro no dangan
Meitantei Conan: Hiiro no dangan (jap. 名探偵コナン 緋色の弾丸 Meitantei Konan: Hiiro no dangan, ang. Detective Conan: The Scarlet Bullet) – japoński film anime z 2021 roku, dwudziesty czwarty film z serii Detektyw Conan. Piosenką przewodnią filmu była „Eien no fuzai shōmei”, śpiewana przez Tokyo Jihen.
Film miał swoją premierę 16 kwietnia 2021 roku w Japonii przynosząc łączny dochód 7,65 mld jenów, znalazł się na drugiej pozycji na liście najbardziej dochodowych japońskich filmów. Pierwotnie jego premiera miała odbyć się 17 kwietnia 2020 roku, ale została przesunięta ze względu na pandemię koronawirusa na 2021 rok.

## Obsada
- Minami Takayama – Conan Edogawa
- Wakana Yamazaki – Ran Mōri
- Rikiya Koyama – Kogorō Mōri
- Kappei Yamaguchi – Shin’ichi Kudō
- Ken’ichi Ogata – profesor Hiroshi Agasa
- Megumi Hayashibara – Ai Haibara
- Yukiko Iwai – Ayumi Yoshida
- Ikue Ōtani – Mitsuhiko Tsuburaya
- Wataru Takagi – Genta Kojima
- Shūichi Ikeda – Shūichi Akai
- Ryōtarō Okiayu – Subaru Okiya
- Noriko Hidaka – Masumi Sera
- Toshiyuki Morikawa – Shukichi Haneda
- Atsuko Tanaka – Mary Sera
- Yū Sugimoto – Yumi Miyamoto
- Takaya Hashi – James Black
- Kiyoyuki Yanada – André Camel
- Miyuki Ichijō – Jodie Starling
- Chafūrin – Juzo Megure
- Atsuko Yuya – Miwako Satō
- Wataru Takagi – Wataru Takagi
- Minami Hamabe – Ellie Ishioka
- Aya Hirano – Maiko Shirahato
- Ken’ichi Suzumura – Osamu Inoue
- Taiten Kusunoki i Ryan Drees (angielski) – John Boyd
- Charles Glover – Alan Mackenzie